# Гокінс (округ, Теннессі)
Шаблон:StateAbbr_ 36°26′ пн. ш. 82°57′ зх. д. / 36.44° пн. ш. 82.95° зх. д.
Округ  Гокінс (англ. Hawkins County) — округ (графство) у штаті  Теннессі, США. Ідентифікатор округу 47073.

## Історія
Округ утворений 1786 року.

## Демографія
За даними перепису 2000 року загальне населення округу становило 53563 осіб, зокрема міського населення було 20612, а сільського — 32951. Серед мешканців округу чоловіків було 26054, а жінок — 27509. В окрузі було 21936 домогосподарств, 15932 родин, які мешкали в 24416 будинках. Середній розмір родини становив 2,86.
Віковий розподіл населення поданий у таблиці:
| Стать    | До 15 років | 15-21 | 22-29 | 30-39 | 40-49 | 50-65 | 65-85 | Понад 85 |
| -------- | ----------- | ----- | ----- | ----- | ----- | ----- | ----- | -------- |
| Чоловіки | 5290        | 2238  | 2671  | 4125  | 3906  | 4961  | 2662  | 201      |
| Жінки    | 5075        | 2189  | 2773  | 4199  | 3981  | 5072  | 3597  | 623      |

## Суміжні округи
- Скотт, Вірджинія — північ
- Салліван — схід
- Вашингтон — південний схід
- Грін — південь
- Гемблен — південний захід
- Ґрейнджер — південний захід
- Генкок — захід

## Виноски
1. ↑  U.S. Decennial Census. United States Census Bureau. Архів оригіналу за 19 липня 2018. Процитовано 5 квітня 2015.
2. ↑  Historical Census Browser. University of Virginia Library. Архів оригіналу за 11 серпня 2012. Процитовано 5 квітня 2015.
3. ↑  Forstall, Richard L., ред. (27 березня 1995). Population of Counties by Decennial Census: 1900 to 1990. United States Census Bureau. Архів оригіналу за 21 лютого 2015. Процитовано 5 квітня 2015.
4. ↑  Census 2000 PHC-T-4. Ranking Tables for Counties: 1990 and 2000 (PDF). United States Census Bureau. 2 квітня 2001. Архів оригіналу (PDF) за 18 грудня 2014. Процитовано 5 квітня 2015.
5. ↑  State & County QuickFacts. United States Census Bureau. Архів оригіналу за 7 червня 2011. Процитовано 2 грудня 2013.(англ.) Наведено за англійською вікіпедією.
6. ↑  American FactFinder. Бюро перепису населення США. Архів оригіналу за 21 травня 2008. Процитовано 31 січня 2008.

| США | Це незавершена стаття з географії США. Ви можете допомогти проєкту, виправивши або дописавши її. |